# Carlo Trabucco
Carlo Trabucco (Biella, 7 aprile 1898 – Torino, 19 maggio 1979) è stato un giornalista, scrittore e politico italiano.

## Biografia
Diplomatosi presso il Regio Ginnasio Balbo di Torino nel 1915, Trabucco iniziò a collaborare con il periodico Il Foglio dei Giovani, organo del Consiglio Regionale piemontese della Gioventù Cattolica Italiana. A causa della difficile condizione economica della famiglia, nel 1916 trovò lavoro come operaio alla FIAT-San Giorgio, dove restò fino al luglio 1917, allorché partì per il fronte. Dal fronte continuò saltuariamente a collaborare a Il Foglio dei Giovani e scrisse la sua prima commedia I diritti dell'onore.
Nel 1920, congedato dall'esercito con il grado di sergente, tornò a Torino e venne introdotto da Pier Carlo Restagno e Gioacchino Quarello nel sindacato Unione Italiana del Lavoro, dove venne assegnato al settore dei tessili. Nell'ottobre del 1920 superò l'esame per la licenza liceale e si iscrisse alla facoltà di legge, iniziando contemporaneamente a collaborare al quotidiano cattolico torinese Il Momento.
Nel gennaio 1921, quando la UIL non fu più in grado di pagare gli stipendi per mancanza di fondi, Trabucco si dimise e insieme ad altri sindacalisti si trasferì a Milano con l'incarico di segretario della Federazione dei piccoli proprietari terrieri. Nel periodo milanese si dedicò all'attività sindacale, allo studio e al teatro, fondando nel 1922 il periodico teatrale Controcorrente. Tornato lo stesso anno a Torino, venne assunto alla redazione del Momento, occupandosi di cronaca nera, bianca e sportiva. Nel dicembre del 1924 si laureò in legge.
Nel 1925, quando il giornale assunse posizioni filofasciste, Trabucco si dimise e con altri cattolici torinesi fondò Il Corriere, poi soppresso da Mussolini nel 1926. Il decennio successivo fu segnato dal mancato possesso della tessera fascista, dovendo nel 1931 licenziarsi da La Stampa (dove lavorava come cronista sportivo dal 1929) e dimettersi dalla carica di presidente dei giovani dell'Azione Cattolica torinese (che ricopriva dal 1927), venendo sostituito da Luigi Gedda. Nel 1937 venne cancellato dall'albo professionale dei giornalisti.
Nel settembre 1941 venne richiamato alle armi e, su interessamento di Restagno, a dicembre venne trasferito a Roma, all'Ufficio di propaganda dello Stato maggiore dell'Esercito. Nel periodo dell'occupazione tedesca di Roma, dall'8 settembre 1943 al 5 giugno 1944, visse in clandestinità e scrisse un diario, pubblicato nel 1945 con il titolo La prigionia di Roma, che rappresenta un documento storico di grande importanza, essendo annoverato dallo storico Aurelio Lepre tra le fonti memorialistiche fondamentali in merito all'attentato di via Rasella e al conseguente eccidio delle Fosse Ardeatine (23 e 24 marzo 1944). Secondo Robert Katz, autore di uno dei primi studi sul massacro delle Fosse Ardeatine, Trabucco fu il primo a utilizzare il termine "Fosse" (anziché "Cave"), poi entrato nel lessico comune, per designare le cave di pozzolana in cui fu perpetrata la strage nazista.
Dopo la liberazione di Roma divenne segretario particolare di Giuseppe Spataro all'ex Ministero della cultura popolare e in seguito caporedattore, critico teatrale e cinematografico al quotidiano Il Popolo, organo di stampa della Democrazia Cristiana, diretto da Guido Gonella. Nel 1945 passò al Popolo Nuovo di Torino (fondato e diretto da Gioachino Quarello) come corrispondente romano. Il 6 marzo 1954 tornò a Torino per assumere l'incarico di condirettore responsabile del giornale, carica che conservò fino alla sua chiusura nel novembre del 1958.
Nel 1952 fu membro della giuria per la 13ª Mostra internazionale d'arte cinematografica di Venezia e, dal 1953, per le Grolle d'oro di Saint-Vincent.
Alla fine degli anni cinquanta iniziò a collaborare con i seguenti periodici: Orizzonti, Il dramma, Così, La Settimana Incom illustrata, L'Osservatore Romano, Il Gazzettino, Il Nostro Tempo, Meridiano 12, L'Italia, Il Tempo, Gazzetta del Popolo.
Nel 1959 fu tra i fondatori dell'Unione Cattolica della Stampa Italiana. Dal 1960 al 1965 ricoprì la carica di sindaco di Castellamonte e dal 1964 al 1969 fu consigliere provinciale della Provincia di Torino per la Democrazia Cristiana.

## Opere teatrali
- I diritti dell'onore, commedia, 1919
- Il cavaliere mio figlio, 1924, con lo pseudonimo di C.L. Denina
- Il sopravvissuto, commedia, 1924, con lo pseudonimo di S. Lanfranchi
- Il mondo... sempre così, 1924, con lo pseudonimo di S. Lanfranchi
- Le vacanze di Jack Taylor
- La regina Vittoria, commedia, 1948
- La fortuna si diverte
- Mannequin
- Vita e morte di Riccardo di Pietro
- Disco rosso
- Grano in erba, 1957
- Crepuscolo, dramma, aprile 1959
- Il teorema di Pitagora
- Ciao pais
- Testa o cros?, versione in piemontese di Così è (se vi pare) di Luigi Pirandello, 1963
- Agostino l'arcidiavolo, 1966
- Il signore di Longchamps, aprile 1969
- Uno straccio d'uomo, commedia tratta dal romanzo Alta marea, 1970
- I nipoti di Garibaldi, 1970
- Gazetin turineis, 1971
- 'L gieugh 'dle tre carte, 1974

## Romanzi, saggi e altro
- Questo verde Canavese, 1935
- Il mistero della finalissima, 1936
- Preti d'oltre Piave, 1938
- Il samaritano, 1938
- Tra l'argine e il bosco, 1938
- I lontani, 1938
- Gente d'oltre Piave e d'oltre Grappa, 1941
- La prigionia di Roma. Diario dei 268 giorni dell'occupazione tedesca, Roma, Editrice S.E.L.I., 1945 (seconda edizione: Torino, Borla, 1954)
- Formiche rosse, formiche nere, 1945
- L'opera sociale di padre Pio
- La galoppata del candidato solitario, 1957
- Colloqui con padre Pio, marzo 1960
- La ragazza dell'autostop, 1961
- La corsa alla medaglietta, serie di racconti, aprile 1964
- Rolando e la principessa Selvaggia, raccolta di novelle, luglio 1965
- Alta marea, romanzo 1967
- Scacco al Re Sole, ristampa di Un popolo, una battaglia, 1967
- Cinque anni in Provincia – La giornata magra di un pubblico amministratore, 1970
- Arturo Ceriana e la chiesa romanica di San Genesio, maggio 1973
- La volpe savoiarda, 1978